# Alsa (entreprise)
Pour les articles homonymes, voir Alsa.

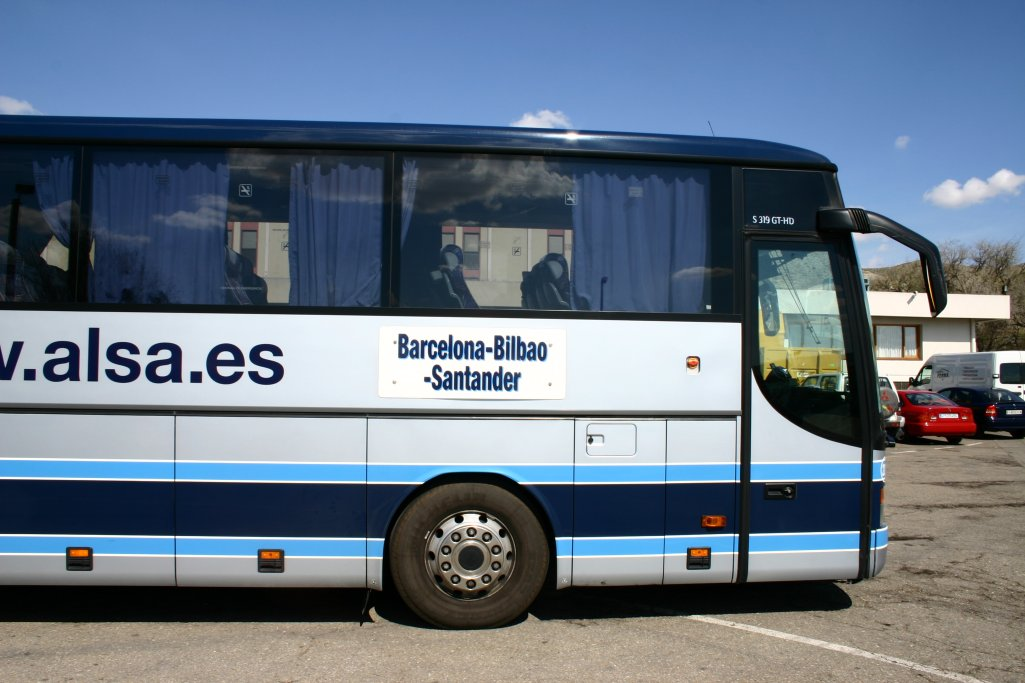
Car ALSA Setra S319GT-HD en 2005

ALSA (Automóviles Luarca SA) est une filiale espagnole de la société britannique de transport National Express Group, qui exploite des lignes (notamment d'autocars) en Espagne et dans d'autres pays à travers l'Europe, y compris en Andorre, Autriche, Belgique, France, Allemagne, Hongrie, Italie, Malte, les Pays-Bas, la Pologne, le Portugal, la République tchèque, la Roumanie, la Slovaquie, la Suisse et l'Ukraine.  Elle est également présente au Maroc. 
À sa fondation en 1923, ALSA était essentiellement un opérateur régional basé à Luarca et Oviedo, dans la région des Asturies dans le Nord-Ouest de l'Espagne.
En France, Alsa est l'une des six sociétés à desservir des lignes régulières d'autocar en France.
En Suisse, Alsa circule sous l’acronyme ABG (Alsa Bustour Gex) et opère sur les lignes transfrontalière, reprisent aux TPN, Gex-Divonne-Coppet, Maconnex-Divonne-Coppet et Gex-Divonne-Nyon. Alsa a postulé sans succès pour les lignes du Canton du Jura.